# Ctenotus burbidgei
Ctenotus burbidgei (кортконогий гребневухий сцинк) — вид сцинкоподібних ящірок родини сцинкових (Scincidae). Ендемік Австралії. Вид названий на честь австралійського зоолога Ендрю Бербіджа.

## Поширення і екологія
Коротконогі гребневухі сцинки мешкають на північному заході регіону Кімберлі в Західній Австралії. Вони живуть в піщаних та пісковикових місцевостях, порослих спінніфексом, а також в сухих саванах та рідколіссях.